# Perithous

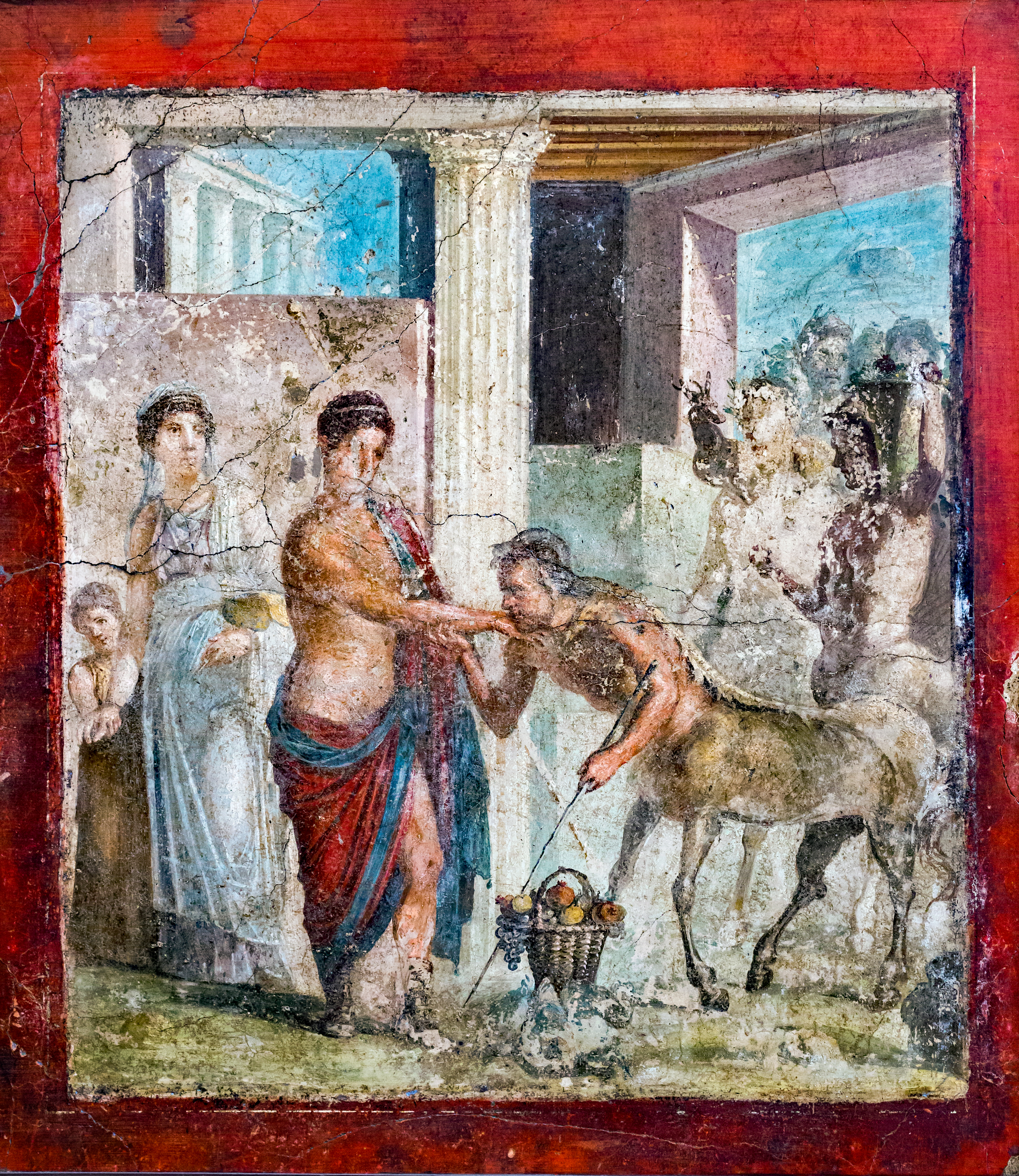
Perithous tar emot en kentaur i samband med sitt bröllop. Väggmålning från Pompei.

Perithous är i grekisk mytologi kung över lapitherna. I berättelsen om honom bortför berusade kentaurer hans gemål och andra kvinnor under hans bröllop. Det är den berättelsen som återfinns på relieferna på Parthenon och Zeustemplet i Olympia.